# Lamna dubia
Sous-genre
Espèce
Lamna dubia est une espèce éteinte de requins ayant vécu au cours du Miocène inférieur (étage Burdigalien), il y a environ entre 20 et 16 Ma (millions d'années).
Son nom complet inclut le sous-genre Odontaspis : Lamna (Odontaspis) dubia.
On retrouve ses dents fossiles en particulier dans la molasse en Suisse.